# お父さんのバックドロップ
『お父さんのバックドロップ』は、中島らもの短編小説及び短編小説集のタイトル。またその短編小説を原作とした2004年に公開された日本映画。主演は宇梶剛士と神木隆之介、監督は李闘士男。

## 概要
初出は学習研究社の学習雑誌「学研の学習」「学研の科学」の付録の短編小説集。
1989年、学研の新創作シリーズから単行本『お父さんのバックドロップ』発売。1993年には集英社文庫から発売されている。
後述の映画に原作者中島らもも散髪屋役で出演しており、この映画の出来を大変気に入っていたが、映画の公開を待たずに2004年7月26日、不慮の事故で他界した。

## 映画

### あらすじ
プロレスが大嫌いな男子小学生・下田一雄は、悪役に転向した父親で、『新世界プロレス』のプロレスラー・下田牛之助を恥ずかしく思い、クラスメイトにもそのことを秘密にしていた。牛之助は、そんな息子の信頼を得る為に無謀な戦いを決意する。

### キャスト
- 下田牛之助：宇梶剛士
- 下田一雄：神木隆之介
- 下田松之助：南方英二
- 金本英恵：南果歩
- 金本哲夫：田中優貴
- 下田早苗：奥貫薫
- 松岡カネ：新屋英子
- 斉藤政夫：AKIRA
- 松山健：コング桑田
- ドラゴン井上：荒谷清水
- 中島敦彦：清水哲郎
- ボンバー志賀：シャドウWX（大日本プロレス（以下BJW））
- カミカゼ伊東：伊東竜二（BJW）
- 松山の対戦レスラー：谷口裕一（BJW）
- レッドスコルピオ：BADBOY非道
- サンソラーロ：山川竜司（BJW）、"黒天使"沼澤邪鬼（BJW）
- レフェリー：バーブ佐々木（BJW）
- リングアナ：村上☆健（BJW（当時））
- ロベルト・カーマン：エヴェルトン・テイシェイラ
- 極真会館幹部：磯部清次
- 菅原進：生瀬勝久
- 新世界プロレス選手：アブドーラ小林・関本大介・井上勝正（BJW）・みとし（レッドキング。）・アジヘイ
- 異種格闘技戦レフェリー：登坂栄児（BJW統括部長（現・BJW代表取締役社長））
- キャバレーの客：川岡大次郎、薗部健、平野貴大
- ホステス：渋谷里美、玉田凛映
- 女子アナ：平良千春
- リングアナ：榊英雄
- 実況アナ：宇野和男
- 電気屋：笑福亭鶴瓶
- 散髪屋：中島らも
- 馬場先生：筒井真理子

### スタッフ
- 協力：国際空手道連盟、極真会館、大日本プロレスリング興業株式会社
- 原作：中島らも
- 監督：李闘士男
- 脚本：鄭義信
- 音楽：coba
- 主題歌：スネオヘアー『ストライク』
- 撮影：金谷宏二
- 美術監督：佐々木記貴
- 録音：甲斐田哲也
- 編集：宮島竜治
- スクリプター：生田透子
- スタジオ：府中多摩スタジオ
- ラジオ音源協力：MBSラジオ（「ありがとう浜村淳です」「ごめんやす馬場章夫です」）
- EDイラスト：スソアキコ
- 空手指導：成嶋竜、入澤群
- プロレス指導：AKIRA
- 方言指導：手嶋綾乃
- リングコスチューム制作：カカオ・プランニング
- 格闘用品提供：イサミ
- 技術協力：ケイ・デジタルネットワーク、エル・エス・ディ、レスパスビジョン、ソニーPCL、東映ラボ・テック、ナックイメージテクノロジー、ヨコシネD.I.A.、東京テレビセンター、トッキーズ
- プロデューサー：原田泉、石原仁美
- エグゼクティブプロデューサー：李鳳宇
- 製作委員会メンバー：シネカノン、snap、リーライダーす

### 概要（映画）
- 原作は数十ページほどの短編で、年代も舞台も特に決まった設定はないが、映画は監督の少年期とほぼ同じの1980年の大阪が舞台である。
- 佐藤隆太が中学生のとき本作の集英社文庫で夏休みの宿題として読書感想文を書いており、佐藤が集英社の「ナツイチ」の広告に起用されたとき、直筆の感想文も公開された。
- 映画化の際、監督の「イタリア映画のようにしたい」という願いから、副題にBackdrop del mio papaと付けられた。
- 牛之助役の宇梶剛士は、役作りのために大日本プロレス（以下BJW）に入門し、練習を積み重ねた。また、試合用のリングの設営にも参加。
- 大阪が舞台ではあるが、予算の都合上、実はBJWの拠点でもある横浜市の六角橋商店街や、横浜文化体育館で撮影された。この映画が縁で、BJWは六角橋商店街で年1回の大会を行うようになる。
- 上記や年代設定の問題から、「映ってはいけない物」は小道具やCGでこまめに消して見えなくしてあるが、河原を走る小田急電鉄にまでは気付かず、それを指摘したのは鉄道に詳しい神木隆之介であった。
- 牛之助の対戦相手であるロベルト・カーマンを演じたエヴェルトン・テイシェイラは極真空手世界3位（2004年当時）の本物の格闘家であり、映画には極真会館の磯部清次師範ほかセコンド役にも選手が多数出場している。
- 主題歌：スネオヘアーの「ストライク」ミュージックビデオは 映画のサブストーリー仕立てとして撮影され、新たに収録されている（本編のワンシーンも含まれる）。内容は、金本哲夫（田中優貴）が、大事にしていたグローブを犬に捕られたことで、新世界プロレスの門を叩き、レスラーたち（関本大介、アブドーラ小林など）と練習にはげむという内容になっている。歌唱シーンはないが救急隊員としてスネオヘアーも出演。映画本編と同じく監督に李闘士男、本編での撮影スタッフで製作されている。
- 映画公開と同時期に「ほぼ日刊イトイ新聞」で、宇梶剛士と神木隆之介それぞれによる父子観をテーマにしたインタビュー（外部リンク参照）が掲載された。
- 若手レスラー役は本物レスラーが出演しているが、その中にお笑いトリオレッドキング。のメンバーのあるみとしが混ざっている。以前からレッドキング。は監督である李闘士男が演出をするお笑い番組に度々出演していた。
- 原作と映画の違いは映画版では下田一雄が父親・牛之助を軽蔑する理由が「父親が母親の葬式に出席できなかったこと」であるが、原作版では母親は存命であり、ただ素直に父親がショウアップされたプロレスリングの悪役に満足していることに対する不満である。

## 朗読ラジオ
2011年9月10日、NHKラジオ第1放送とNHK-FM放送で放送されているラジオ文芸館において、アナウンサーの柴田徹によって朗読された。